# ライヤンゴサウルス
ライヤンゴサウルス（Laiyangosaurus、「萊陽市のトカゲ」を意味する）は、中国の白亜紀後期から知られるサウロロフス亜科のハドロサウルス類の属の一つである。 ライヤンゴサウルス・ヨウンギ L.youngi 一種のみが知られる。2017年に Zhangらによって記載された。種小名は萊陽市の古生物を研究した古生物学者童永生の生誕120年を記念し献名された。ケルベロサウルスに近縁とされる。